# Deori (Shahdol)
Deori é uma vila no distrito de Shahdol, no estado indiano de Madhya Pradesh.

## Geografia
Deori está localizada a 21° 27′ N, 80° 51′ L. Tem uma altitude média de 360 metros (1181 pés).

## Demografia
Segundo o censo de 2001, Deori tinha uma população de 5761 habitantes. Os indivíduos do sexo masculino constituem 53% da população e os do sexo feminino 47%. Deori tem uma taxa de literacia de 68%, superior à média nacional de 59.5%: a literacia no sexo masculino é de 77% e a literacia feminina de 57%. Em Deori, 14% da população está abaixo dos 6 anos de idade.